# فيليبي دي كاسيريس
فيليبي دي كاسيريس (بالإسبانية: Felipe de Cáceres)‏ هو مستكشف إسباني، (ولد في مدريد في إسبانيا 1538  م).